# Prosperidade Comum
Prosperidade Comum (chinês simplificado: 共同富裕; pinyin: Gòngtóng fùyù) é um conceito da política chinesa que refere-se à ideia de que a China deverá buscar um tipo de desenvolvimento fundamentado principalmente na eliminação da pobreza, na diminuição da desigualdade social e na distribuição de renda. O termo surgiu pela primeira vez em 1953, e durante toda a Era Mao foi associado às ideias de coletivismo e igualitarismo. Após a morte de Mao, o termo continuou sendo utilizado pela liderança do Partido Comunista da China e pela mídia chinesa em geral, ainda que com um sentido amplamente diferente do original. O termo voltou a ganhar proeminência durante o governo de Xi Jinping.

## História

### Prosperidade Comum na era Mao
A primeira aparição do termo na imprensa chinesa foi na edição de 25 de setembro de 1953 do Diário do Povo. A edição trazia uma lista de 65 lemas oficiais em comemoração aos quatro anos de fundação da República Popular da China, e entre eles lia-se:

Unidos em conjunto, devemos colocar em ação o espírito do coletivismo, melhorando a produtividade, aumentando a produção de grãos e outras safras, aumentando a renda, buscando uma vida de prosperidade comum, de acordo com os princípios da boa vontade e do benefício mútuo. . . .
Em dezembro de 1953 o termo voltou a ser usado, dessa vez em um artigo que apontava para as diferenças entre o caminho socialista e o caminho capitalista de desenvolvimento. O artigo, intitulado "O Caminho do Socialismo é o Caminho para a Prosperidade Comum dos Camponeses" (chinês: 社会主义的路是农民共同富裕的路) afirmava que o caminho capitalista de desenvolvimento era um caminho onde "poucos ficam ricos, enquanto a grande maioria é pobre e destituída", ao passo em que o caminho socialista promoveria a prosperidade comum de todo o povo.
A prosperidade comum somente poderia ser alcançada através da propriedade coletiva dos meios de produção (terra, equipamentos de colheita, gado, etc). Nesse sentido, a ideia de prosperidade comum estava fortemente associada à coletivização no campo.

### Prosperidade Comum após as Reformas
Após a morte de Mao, a China passou por um período de transição onde diversos membros do Partido Comunista que haviam sido expurgados durante a Revolução Cultural recuperaram suas posições de poder dentro do partido e do Estado. Com a vitória da ala reformista frente à Gangue dos Quatro, Deng Xiaoping acaba assumindo a liderança da China no lugar de Hua Guofeng e coloca em prática uma série de políticas de reformas econômicas que passariam a ser conhecidas como a "Política de Reforma e Abertura". Essas políticas fizeram com que surgisse na China uma economia de mercado socialista, em que o Partido Comunista continuava a exercer controle sob a sociedade, mídia e instâncias de poder, mas onde a lógica de mercado passa a ocupar papel primordial no desenvolvimento econômico, em oposição à economia planificada e à coletivização que foram implementadas durante todo o período maoista.
A nova interpretação de prosperidade comum após as reformas pode ser lida em um artigo de 15 de abril de 1979 do Diário do Povo cujo título é "Alguns Enriquecendo Primeiro e a Prosperidade Comum". O artigo explicava a nova abordagem do Partido Comunista em relação à prosperidade comum, estabelecendo que "Nosso Partido liderando os camponeses no caminho socialista é sobre ‘fazer com que todo o povo rural alcance a prosperidade comum.’ Permitir que alguns camponeses enriqueçam primeiro é uma política prática para alcançar a prosperidade comum."
Em 19 de fevereiro 1979, um artigo do Diário do Povo atacou diretamente a interpretação maoista do termo, afirmando que "O que foi originalmente planejado para guiar os membros das comunas em um caminho para a 'prosperidade comum' por fim acabou tornando os grupos ricos em pobres, e então cada vez mais pobres". O artigo também apresentou o primeiro sinal de que a ideia de igualitarismo passaria a ser mal vista pela liderança comunista a partir de então:

Primeiro de tudo, devemos reconhecer a desigualdade de renda, opor-se ao igualitarismo e permitir e encorajar a alocação de mais membros dos grupos avançados com maior renda coletiva, permitindo que eles vivam melhor e que assumam a liderança em relação aos grupos mais pobres, servindo como modelos e permitindo que os grupos mais pobres sejam encorajados e tenham esperança [de melhoria na qualidade de vida].
Ainda de acordo com o artigo, a Gangue dos Quatro havia usado a ideia de prosperidade comum para evitar que os grupos mais ricos avançassem, e que após a eliminação do grupo as comunas passaram a "corrigir o igualitarismo que igualava aqueles que trabalham mais e aqueles que trabalham menos". Um artigo publicado no Diário do Povo em dezembro de 1979 era ainda mais explicito, afirmando que: “Socialismo não é igualitarismo, e prosperidade comum não significa igualdade de riqueza".

### Prosperidade Comum na era Xi Jinping
O termo voltou a ser veiculado pela mídia chinesa durante o segundo mandado de Xi Jinping como líder. Em um discurso realizado em fevereiro de 2021 para celebrar o sucesso na erradicação da extrema pobreza no país, Xi afirmou que alcançar a "prosperidade comum" seria o novo estágio do desenvolvimento chinês. No mesmo ano, em discurso realizado durante a cerimônia em comemoração ao centenário do Partido Comunista, Xi Jinping declarou que o partido havia atingido a primeira meta dos Dois Centenários ao estabelecer uma "sociedade moderadamente próspera”, de modo que o partido agora estaria em direção à segunda meta.
A postura mais assertiva do governo para alcançar a "prosperidade comum" foi observada a partir de 2020, quando o governo passou a intervir de forma mais direta em grandes conglomerados privados chineses. Em agosto de 2021, em uma reunião do Comitê Central para Assuntos Financeiros e Econômicos, Xi declarou que o governo deveria buscar fazer arranjos institucionais básicos sobre distribuição da renda, expandir a classe média, aumentar as rendas dos grupos de baixa renda, ajustar os ganhos excessivos e proibir as rendas ilícitas para promover a equidade e a justiça sociais. Outro política importante para essa nova orientação da economia chinesa é uma ampla reforma no sistema de taxações e impostos.
Em agosto de 2021, durante uma conferência de imprensa, o vice-diretor executivo do Gabinete Central da Comissão Central de Assuntos Financeiros e Econômicos, Han Wenxiu, afirmou que o Partido Comunista iria "encorajar o trabalho pesado para enriquecer, o empreendedorismo e a inovação para enriquecer, e permitir que alguns fiquem ricos primeiro e após enriquecer ajudem outros a enriquecer mais. Nós não iremos 'matar os ricos para ajudar os pobres' ". A agência de notícias Xinhua também afirmou que prosperidade comum não significava "roubar dos ricos para ajudar os pobres, como mal interpretado por alguns da imprensa ocidental."
No dia 15 de outubro de 2021 um artigo de Xi Jinping sobre prosperidade comum foi publicado na revista teórica oficial do Partido Comunista. O artigo enfatiza a necessidade de diminuir a desigualdade social e afirma que a China deve evitar a polarização, promovendo a prosperidade comum como forma de alcançar a harmonia de toda a sociedade. O artigo também enfatiza a necessidade do trabalho duro como forma de melhorar a qualidade de vida e afirma que o país não pode cair na "armadilha do assistencialismo".